# 父亲 (1966年电影)
《父亲》（港譯「父親」，臺譯「我的千面老爸」）是一部1966年匈牙利的黑白故事片。导演伊斯特凡·萨博，剧本带有自传性质。1968年，它被选为选为12部最佳布达佩斯电影之一，并在2000年被选为有史以来最佳12部匈牙利电影之一。该片为导演执导的《梦幻时代》系列电影的第一部，是关于导演自己的电影。